# Tomkowa Jaskinia
Tomkowa Jaskinia – schronisko na wschodnich zboczach Niżnich Rysów w słowackich Tatrach Wysokich. Znajduje się na wysokości około 2375 m w górnej części żlebu pomiędzy głównym i południowym wierzchołkiem Niżnich Rysów. Wylot schroniska znajduje się zaraz nad dnem żlebu i ma średnicę około 1 m. Komora ma wysokość około 2,5 m i długość około 7 m. Dno schronu jest równe i suche, woda deszczowa nie przedostaje się do schronu. Bywa on wykorzystywany przez taterników na biwak. 

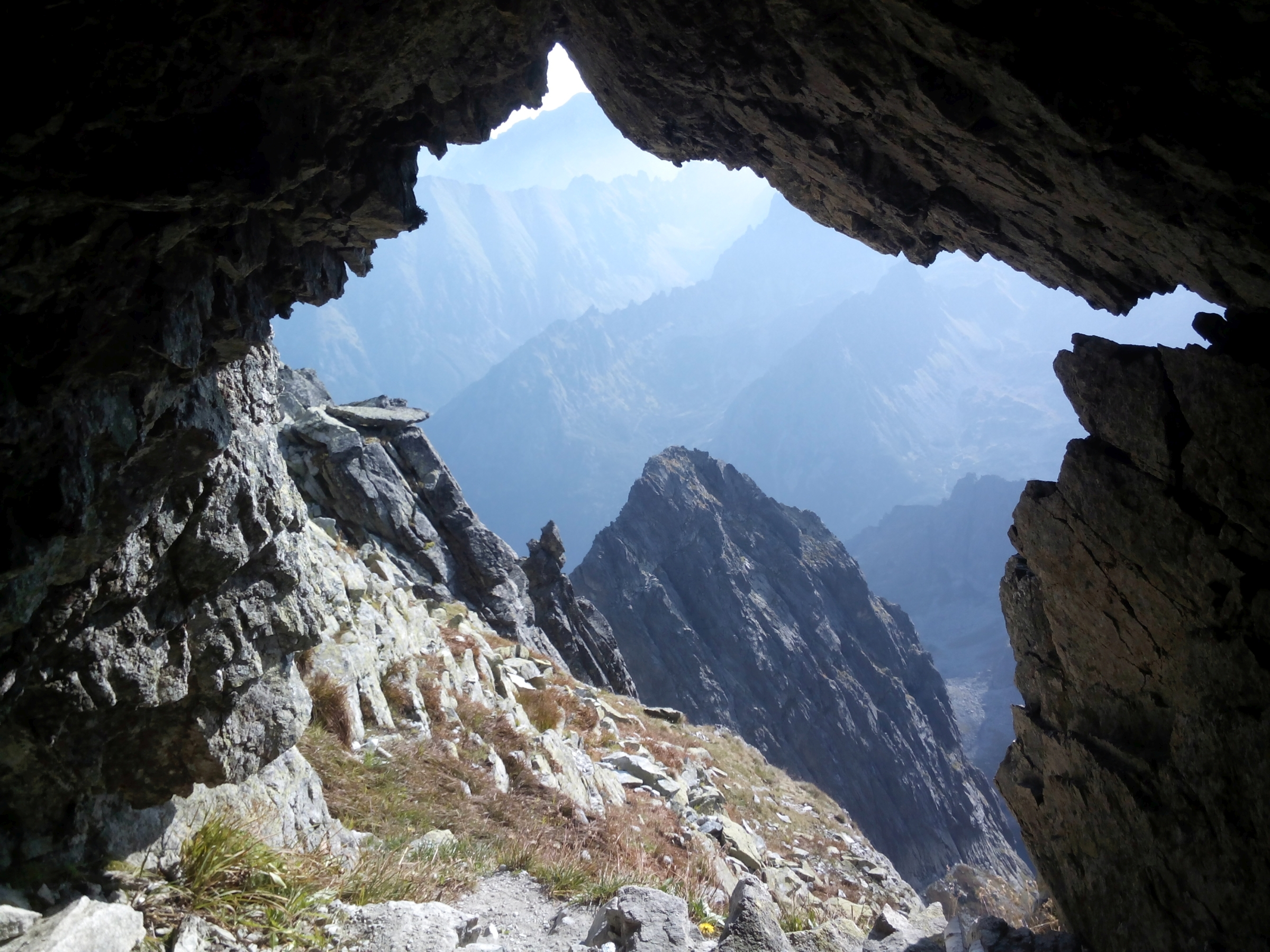
Widok z otworu schroniska